# Зульцбург
Зульцбург (нем. Sulzburg) — город в Германии, в земле Баден-Вюртемберг. 
Подчинён административному округу Фрайбург. Входит в состав района Брайсгау — Верхний Шварцвальд.  Население составляет 2742 человека (на 31 декабря 2010 года). Занимает площадь 22,73 км². Официальный код  —  08 3 15 111.

## Фотографии

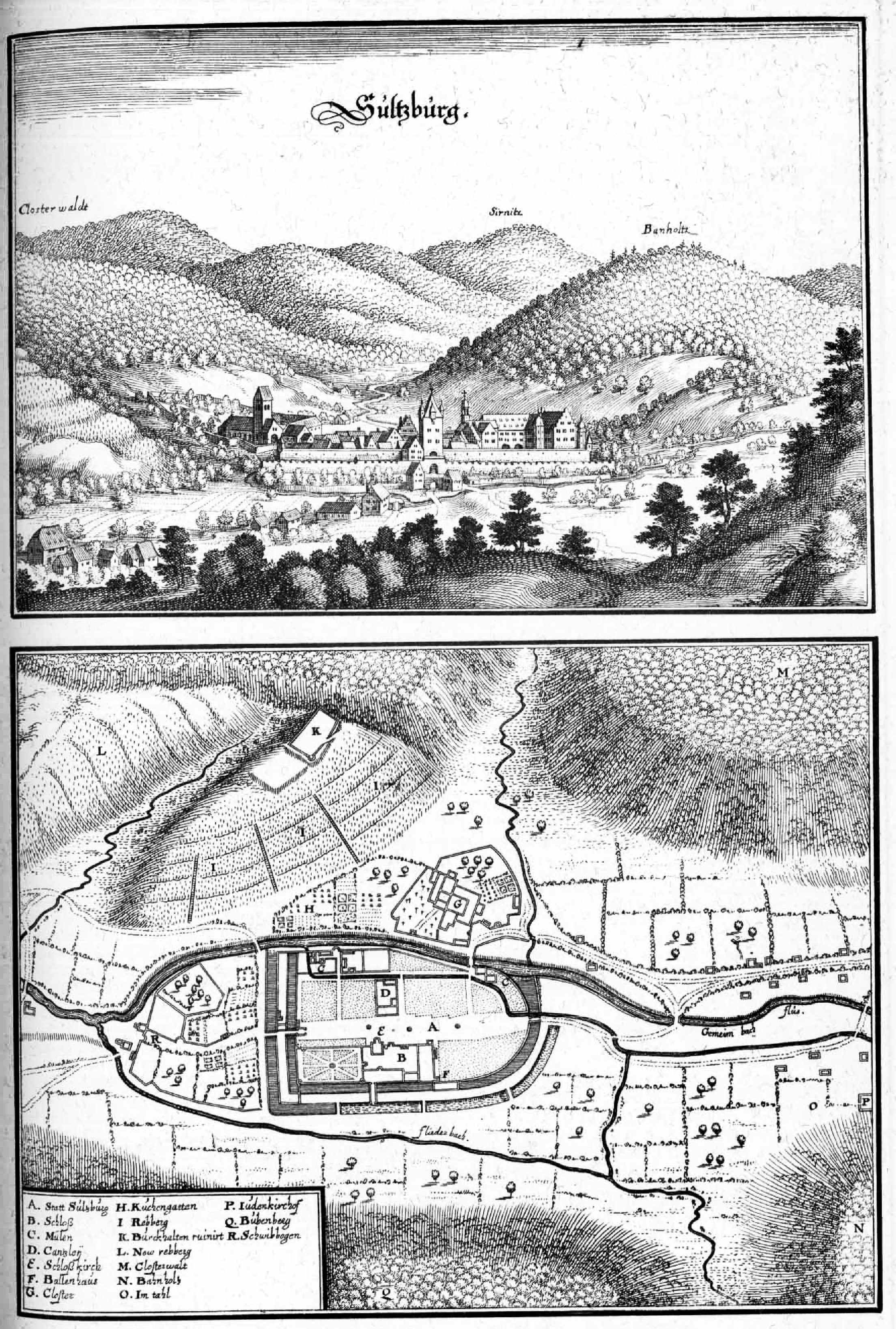
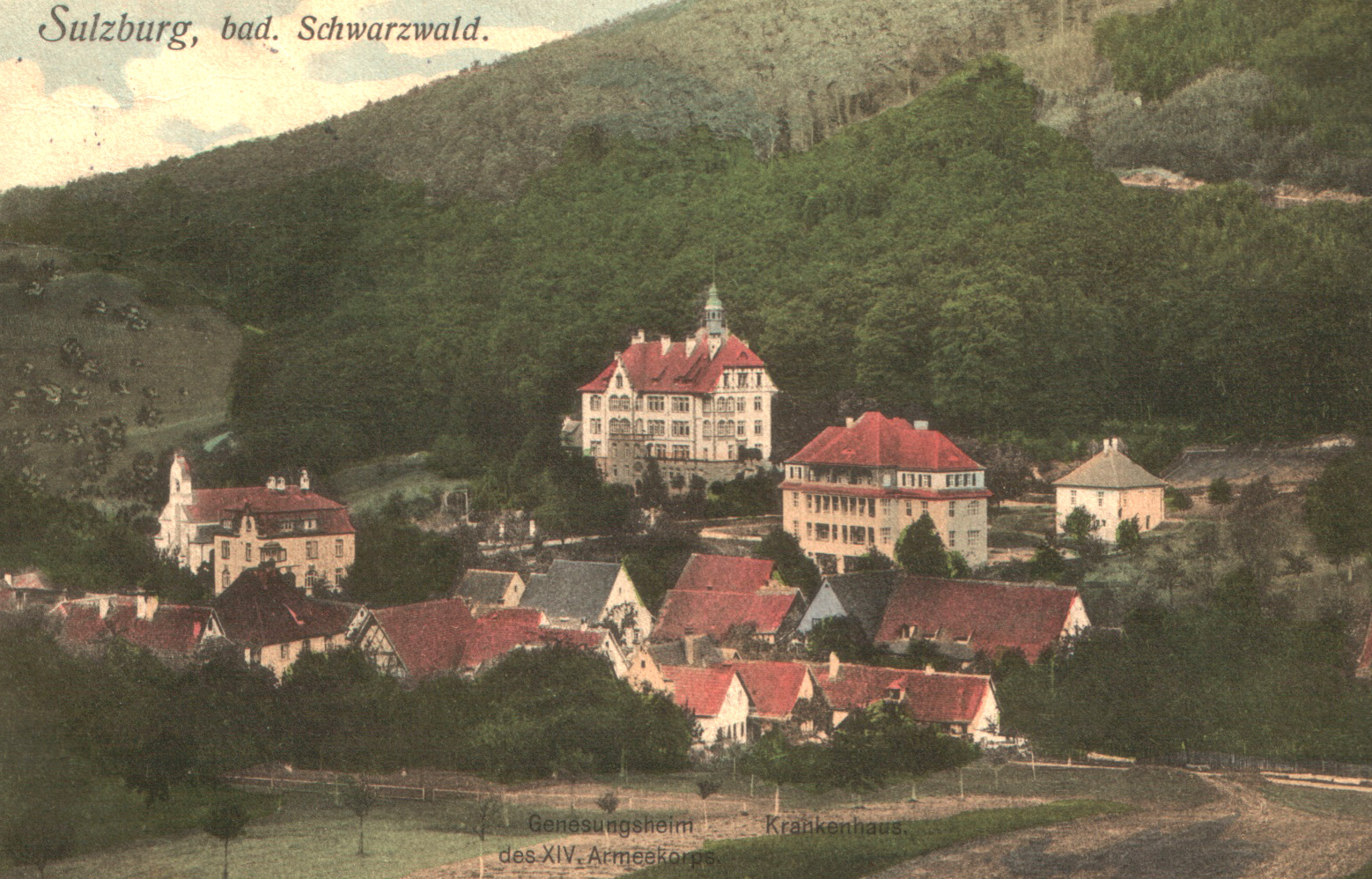